# Capela de Nossa Senhora de Aracelis
A Capela de Nossa Senhora de Aracelis é um edifício religioso e um sítio arqueológico na freguesia de São Marcos da Ataboeira, no Município de Castro Verde, em Portugal. Embora tenha sido construída provavelmente no século XVI, a ocupação no local é mais antiga, tendo o local sido possivelmente utilizado como uma torre de vigia durante os períodos romano e muçulmano.

## Descrição
O nome da capela, Aracelis, é uma corrupção da expressão latina ara coeli (altar do céu), que lhe foi dada por devotos de Nossa Senhora. Situa-se no topo do Monte do Salto, a cerca de três quilómetros de distância de Castro Verde, que é parte de uma serra de pequenas dimensões junto à fronteira com o concelho de Mértola, igualmente conhecida como Aracelis. A capela consiste num edifício de reduzidas dimensões e de aparência simples, com uma planta rectangular, possuindo um corpo anexo do lado direito da fachada, enquanto que do lado esquerdo tem uma torre sineira.  O acesso ao interior do edifício é feito através de um portal em arco redondo. Possui uma só nave, com uma abóbada de canhão, destacando-se as pinturas murais do arco fundeiro, parcialmente cobertas pelo altar, cujo retábulo está decorado com volutas de inspiração popular. O altar-mor e a sua imagem, dedicada a Nossa Senhora, são provavelmente do século XVII. O edifício é rodeado por um amplo adro, ao qual se acedeve através de um caminho com várias escadas e patamares, culminando em dois pórticos de arco redondo, cada um encimado por um frontão triangular, com grilhagens de tijolo e urnas inspiradas no estilo barroco. O conjunto da capela inclui igualmente um albergue, para alojamento dos peregrinos.
Normalmente é organizada uma grande peregrinação à capela em finais de Agosto, sendo o ponto alto deste evento o transporte da imagem da Virgem em redor da colina, o que, segundo a tradição, iria trazer um bom ano agrícola. As festas da padroeira realizam-se em Setembro. Também é utilizada como espaço para eventos culturais, tendo por exemplo albergado o concerto e exposição «A Revolução Somos Nós» em Novembro de 2021, no âmbito da iniciativa Futurama - Ecossistema Cultural e Artístico do Baixo Alentejo.

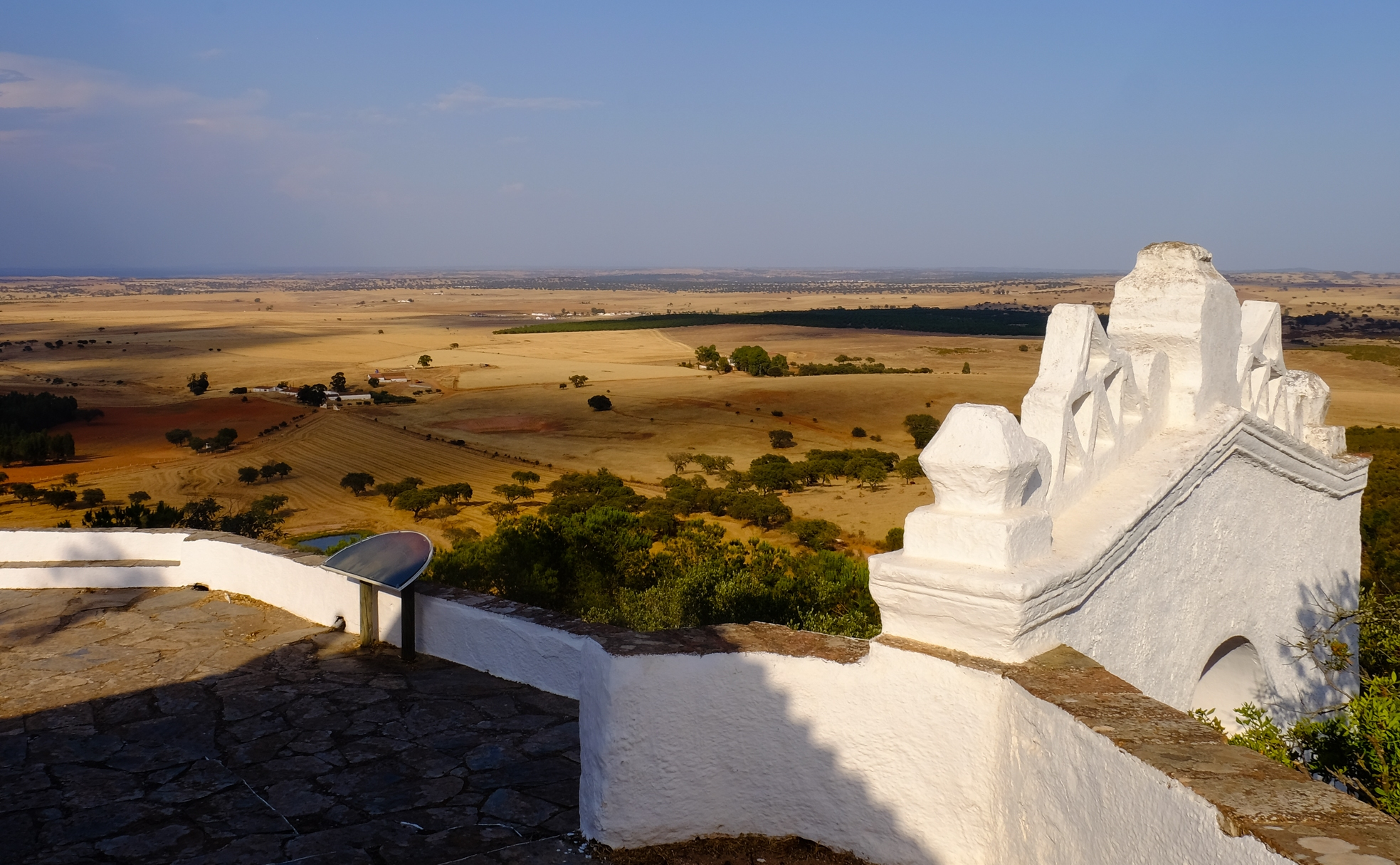
Pormenor do adro, vendo-se à direita um dos portais de acesso à capela.

## História
O local onde se ergue a capela foi utilizado como uma torre de vigia durante as épocas romana e islâmica, que controlava a via terrestre entre a cidade de Myrtilis (Mértola) e o importante centro mineiro de Vipasca (Aljustrel). O Monte do Salto em si também é conhecido devido aos afloramentos de quartzo e às explorações mineiras de pedas de cal, tendo estas últimas funcionado até à década de 1980, sendo muito afamadas na região.
Desconhece-se com rigor a data de fundação da Capela de Nossa Senhora de Aracelis, embora possivelmente tenha sido construído nos finais do século XVI, data em que começou a fazer parte das listas dos processos visitacionais da Ordem de Santiago, tendo este período sido marcado por uma forte expansão no culto mariano. O complexo da capela terá sido ampliado no século XVII, período ao qual foram associados o altar-mor e a imagem. A capela foi um dos poucos edifícios religiosos no Alentejo que continuou a manter uma forte devoção, apesar da progressiva laicização da sociedade e da cultura, sendo ainda visitada por crentes e por romeiros, principalmente na altura das festas da sua padroeira, sendo considerada como um dos principais santuários marianos na região. Com efeito, segundo uma placa infomativa no local, fazia parte de um roteiro do culto mariano, que incluía outras seis capelas na região: a de Nossa Senhora dos Remédios, em Alcaria, a da Cola em Ourique, a de Nossa Senhora do Castelo em Aljustrel, a de Nossa Senhora de Guadalupe em Serpa, a de Nossa Senhora da Saúde em Castro Marim, e a de Nossa Senhora da Piedade, em Loulé.